# Campo do Brito
Campo do Brito is een gemeente in de Braziliaanse deelstaat Sergipe. De gemeente telt 16.745 inwoners (schatting 2009).
De gemeente grenst aan Itabaiana, Areia Branca, Itaporanga d'Ajuda, Lagarto, São Domingos en Macambira.